# Borisz Trajkovszki
Borisz Trajkovszki GCMG (macedónul: Борис Трајковски) (Sztrumica, 1956. június 12. – 2004. február 26.) macedón politikus volt, aki 1999 és 2004-es halála között Macedónia elnöke volt.

## Fiatalsága
Trajkovszki metodista családba született. Édesapja, Kiro, – aki 2008. szeptemberben halt meg – földműves volt, aki szolgált a Bolgár Fegyveres Erőknél, és két évre bebörtönöztek, mert hadifoglyokat etetett. Trajkovszki 1980-ban végezte el a jogot a Szent Cirill és Metód Egyetemen Szkopjében. Ezután kereskedelmi és munkajogra specializálta magát, és többször az Amerikai Egyesült Államokba látogatott, ahol teológiát tanult, hogy metodista lelkész legyen.
Tanulmányait követően vallási tevékenységét egy időre a kommunista vezetés egy kis falura korlátozta egy ideig. Itt Kočaniban, egy mélyszegénységben lévő cigány metodista hitközséget irányított, mely kapcsolatban állt az amerikai testvéregyházzal. Az 1980-as évek politikai felszabadulása után Szkopjéba ment, ahol a Sloboda építési vállalat jogi osztályát irányította. A volt Jugoszláviában 12 évig dolgozott a metodisták ifjúsági titkárjaként.  Később a Macedón Evangélikus Metodista Egyház Egyházi Bizottságának az elnöke lett. 1988-ban részt vett a macedón és az angliai metodista egyházak közötti csereprogramban. 1991-ben a Anglia Bournemouth településén a Keresztény Nyelviskolában tanult angolul.

## Politikai karrierje
Trajkovszki 1991 novembere, Macedóniának a Jugoszláviától történő függetlenedése után lett politikailag aktív, mikor csatlakozott a VMRO-DPMNE párthoz. Fontos szerepet játszott abban, hogy pártja milyen kapcsolatokat épített ki más európai pártokkal, így ő lett a párt Külkapcsolati Tanácsának az elnöke. 1997-ben ő lett Szkopje egyik kerületében, Kiszela Vodában a polgármester személyügyi vezetője. 1998. december 21-én nevezték ki külügyminiszter-helyettessé, de ezt a posztot egy évig sem töltötte be. 
Nagyrészt azért, mert a mérsékelt reformisták elfogadták, Trajkovszkit jelölte elnöknek a VMRO-DPMNE az 1999. novemberi elnökválasztásra, ahol Kiro Gligorov utódját kellett megválasztani. Trajkovszki Tito Petkovszkit 52%-45% arányban legyőzte. Úgy volt, hogy posztját öt nappal később, 1999. november 19-én elfoglalja, de mivel megtámadták a végeredményt, így Szavo Klimovszki házelnök töltötte be addig a tisztséget. 
Trajkovszki időszakára rányomta a bélyegét az albán kisebbséggel vívott ellentét. A koszovói háború következményeként véres fegyveres összecsapások robbantak ki a macedón rendvédelmi szervek és az albánok között (macedóniai háború), akik hivatalosan azért harcoltak, hogy hivatalos kisebbség legyenek, valamint javuljon a gazdasági, közigazgatási és jogi helyzetük, valójában a Koszovói Felszabadítási Hadsereg égisze alatt el akarták szakítani Nyugat-Macedóniát és kikiáltani az Ilirida Köztársaság-ot. Bár hatásköre behatárolt volt, jogköre pedig leginkább reprezentatív, ő vezette azokat a béketárgyalásokat, melyek végén a NATO segítségével olyan béke jött létre, mely megakadályozta, hogy Macedóniában polgárháború törjön ki. Az etnikai párbeszédben visszafogottnak számított, amellett érvelt, hogy az albán nemzetiséget vonják be a megbeszélésekbe, és úgy tekintik, hogy fontos szerepet játszott a konfliktus megoldásában. Borisz Trajkovszki barátja és tanácsadója az a Zoran Jolevszki parancsnok volt, aki akkor Macedóniának az Amerikai Egyesült Államokba delegált nagykövete volt, és az államot képviselte a Macedónia neve körüli megbeszélésekben.
2002-ben II. Erzsébet brit királynő a Szent Mihály és Szent György Rend lovagjává ütötte.
2002-ben Trajkovszkit a béke és a politikai stabilitás szóvivőjeként a Metodista Világtanács a Metodista Világbéke Díjjal tüntette ki.